# John O'London's Weekly
John O'London's Weekly was een wekelijks verschijnend Engels literair tijdschrift dat uitkwam van 1919 tot 1954 en in Londen werd uitgegeven door George Newnes. Het blad kende in de hoogtijdagen een oplage van rond 100.000 exemplaren. De naam van het blad verwijst naar de oprichter en eerste redacteur, Wilfred Whitten, die de naam John O'London als pseudoniem gebruikte.
Het blad behoorde tot de populairste in zijn soort en publiceerde werk van vele bekende en nieuwe (nog) onbekende auteurs. Regelmatig werd bijgedragen door onder anderen Winston Churchill, Rebecca West, Arnold Bennett, Max Beerbohm, H.E. Bates, P.G. Wodehouse, Joseph Conrad en William Somerset Maugham.
Naast fictie publiceerde het blad ook kritieken, aanbevolen literatuur, en artikelen over grammatica en woordgebruik van de Engelse taal.
Na de Tweede Wereldoorlog bleek het lezerspubliek sterk afgenomen. De verminderde afzet, de stijgende kosten en de veranderende smaak van de lezers leidden ertoe dat het tijdschrift na de uitgave van het nummer van september 1954 werd opgeheven.